# Jean-Paul Vincent
Pour les articles homonymes, voir Vincent (patronyme).
Jean-Paul Vincent (1911-1994) est un ecclésiastique français qui a été évêque de Bayonne (1963-1986).

## Biographie
Jean-Paul-Marie Vincent est né à Saint-Étienne le 13 juin 1911.
Ordonné prêtre le 29 juin 1942, il est choisi comme évêque de Bayonne, Lescar et Oloron le 18 décembre 1963 et consacré à ce titre le 11 février 1964 par le cardinal Gerlier, archevêque de Lyon et primat des Gaules. Il y succède à Paul-Joseph-Marie Gouyon, transféré à Rennes et qui deviendra cardinal.
Touché par la limite d'âge de 75 ans, il devient évêque émérite de Bayonne le 13 juin 1986.
Il meurt le 2 février 1994.